# Hieronymusconvent (Utrecht)
Het Hieronimusconvent was een klooster aan de Kromme Nieuwegracht in Utrecht, bij het huidige Hiëronymusplantsoen.

## Geschiedenis
Op 3 december 1474 werd aan de Kromme Nieuwegracht een nieuw convent gesticht door Broeders van het Gemene Leven. Zij stichtten op diezelfde locatie ook een Latijnse school. Deze Hiëronymusschool was de voorloper van het huidige Utrechts Stedelijk Gymnasium. Het armenhuis van de broeders (waar ook sommige leerlingen van de school verbleven) heette het St. Hiëronymushuis. De Woerdense martelaar Jan de Bakker zat van 1514 - 1520 op de Hiëronymusschool.
Na de reformatie hebben kerk en klooster verschillende doeleinden gediend. Vanaf 1808 werd de kerk gegeven aan de Remonstrantse Broederschap. In 1885 werd het complex afgebroken en nieuwbouw gepleegd. In 1902 werd overigens een nieuwe school gebouwd op dezelfde plek, lange tijd in gebruik bij de lagere-schoolafdeling van de St. Gregoriusschool. Deze afdeling werd begin jaren negentig opgeheven, sindsdien zit de Vrije School Utrecht in het gebouw.
Het Hiëronymushuis aan de overzijde van de Maliesingel werd in de 19e eeuw gesticht als katholiek weeshuis; de naam verwees naar dit oudere klooster.
Agnietenklooster · Andreasklooster · Sint-Barbaraklooster · Begijnhof · Klooster Bethlehem · Brigittenklooster · Catharijneconvent · Ceciliaklooster · Cellebroedersklooster · Klooster Cenakel · Duitse Huis · Hieronymusconvent · Jeruzalemklooster · Karmelietenklooster · Kathedraalschool · Maria Magdalenaklooster · Mariëndaal · Minderbroederklooster · Nieuwlicht · Sint-Nicolaasklooster · Paulusabdij · Predikherenklooster · Regulierenklooster · Sint-Servaasabdij · Sint-Stevensabdij · Sint Ursulaklooster · Vredendaal · Wittevrouwenklooster